# 最终幻想VI的音乐
电子游戏《最终幻想VI》的音乐长期由作曲者植松伸夫谱写。收录游戏全部音乐的《最终幻想VI 原声版》由NTT出版于1994年在日本发行，后由史克威尔艾尼克斯于2004年再版。专辑由史克威尔/NTT出版于1994年在北美以“凯夫卡的领域”为题发行。官方原声中的一些曲目后来选入《最终幻想选集》的专辑《来自电子游戏FFV和FFVI的音乐》，和收录角色主题曲的两张EP《最终幻想VI之星 卷1》和《卷2》。NTT出版于1994年和2004年发行了游戏曲目管弦编曲选集《最终幻想VI 宏伟的终曲》，专辑由鹭巢诗郎和齐藤桓方编曲，米兰交响乐团演奏。史克威尔/NTT出版于1994年出版了由佐藤史朗编曲，野村莉子演奏的钢琴编曲专辑《钢琴选集 最终幻想VI》，2001年NTT出版再版了专辑。NTT出版还于1994年发行了单曲专辑《最终幻想VI 特别音乐集》，其中收录了未使用与重混的游戏曲目。
游戏音乐获得非常正面的评价，评论者认为其是史上最佳的电子游戏音乐谱曲之一。《蒂娜主题曲》和《玛丽亚》等曲目至今仍受欢迎，并在“亲爱的朋友 来自最终幻想的音乐”“遥远的世界 来自最终幻想的音乐”和“管弦游戏音乐会”等数场系列管弦音乐会上演出。史克威尔艾尼克斯内外的团体还发行了游戏原声编曲专辑与合辑。

## 最终幻想VI原声音乐
《最终幻想VI原声音乐》为收录游戏曲目的原声专辑，由植松伸夫谱曲并制作。专辑由NTT出版于1994年3月25日以《最终幻想VI原声版》（ファイナルファンタジー VI オリジナル・サウンド・ヴァージョン）为题首发，目录号为PSCN-5001~3。专辑后来又史克威尔于2004年10月1日以新名称再版，目录号为NTCP-5001~3。原声使用3张碟片，计3小时7分21秒 。史克威尔/NTT出版还以“凯夫卡的领域”（Kefka's Domain）为题，于1994年7月1日在美国正式发行专辑。该版本除了封面不同，一些曲目的翻译有别外，其它和日版相同。专辑目录号为SQ108。
原声中的10首曲目——所有游戏中必须加入角色的主题曲——组成了两张新EP《最终幻想VI之星 卷1》（ファイナルファンタジー VI スターズＶｏｌ．１）和《卷2》。两张CD由NTT出版发行于1994年，时长和目录号各为13分4秒，N09D-023，及11分54秒，N09D-024。此外。游戏合集《最终幻想选集》的对应的CD《来自电子游戏FFV和FFVI的音乐》（Music from FFV and FFVI Video Games）中，收录了13首游戏曲目，该专辑于1999年10月5日发行。本作、《最终幻想IV》和《最终幻想V》的Game Boy Advance重制版原声收录于《Final Fantasy Finest Box》，由史克威尔艾尼克斯于2007年3月8日发行，目录号为FFFB-0004-6。
《最终幻想VI原声版》截至2010年1月售出17.5万份。专辑获得评论的高度评价。RPGFan的本·史怀哲称，“其中几乎全部的曲目都真的是很棒，甚至说是极棒的乐曲”。Soundtrack Central的埃萨克·恩格尔霍恩持相同观点，将专辑称为史上最棒的电子游戏配乐，Soundtrack Central的乔恩·特纳和尼克·梅尔顿观点亦相同。RPGFan的帕特里克·江恩称曲目《妖星乱舞》包含了一些“史上最令人震惊的键盘创作音乐”，并给高度评价原声。
史克威尔艾尼克斯在2013年9月3日发行了新版原声《最终幻想VI原声音乐 重新灌录版》（FINAL FANTASY VI Original Sound Track Remaster Version）。该版专辑的长度和原版原声相近。唱片虽名为重新灌录，但并未使用现代的合成器音效，而是使用了超级任天堂版的音乐。专辑目录号为SQEX-10387~9，收录61首曲目计3小时7分47秒。RPGFan的安德鲁·巴克尔形容原版与新版间的差别“小的几乎看不到”，对原版音乐的全部赞扬在此依然适用。
曲目列表
| 碟片1 | 碟片1                  | 碟片1                | 碟片1 |
| 曲序  | 曲目                   | 《凯夫卡的领域》标题 | 时长  |
| ----- | ---------------------- | -------------------- | ----- |
| 1.    | （预兆）               |                      | 4:15  |
| 2.    | （炭坑都市那鲁雪）     |                      | 2:48  |
| 3.    | （觉醒）               |                      | 1:41  |
| 4.    | （洛克主题曲）         |                      | 2:01  |
| 5.    | （战斗）               |                      | 1:59  |
| 6.    | （胜利的短曲）         |                      | 0:39  |
| 7.    | （艾德加、马修主题曲） |                      | 2:32  |
| 8.    | （魔导士凯夫卡）       |                      | 2:43  |
| 9.    | （圣山科尔兹）         |                      | 2:30  |
| 10.   | （反叛分子）           |                      | 2:42  |
| 11.   | （影之主题曲）         |                      | 1:53  |
| 12.   | （帝国的进军）         |                      | 1:56  |
| 13.   | （加源主题曲）         |                      | 2:21  |
| 14.   | （不可饶恕之人）       |                      | 1:23  |
| 15.   | （迷幻森林）           |                      | 3:17  |
| 16.   | （魔列车）             |                      | 2:49  |
| 17.   | （兽之原）             |                      | 2:17  |
| 18.   | （嘎之主题曲）         |                      | 1:50  |
| 19.   | （蛇之道）             |                      | 2:06  |
| 20.   | （街头的孩子们）       |                      | 2:42  |
| 21.   | （戒严令）             |                      | 2:26  |
| 22.   | （莎莉丝主题曲）       |                      | 2:56  |
| 23.   | （保卫幻兽！）         |                      | 1:57  |
| 24.   | （决战）               |                      | 2:01  |
| 25.   | （变形）               |                      | 1:25  |

| 碟片2 | 碟片2                | 碟片2                | 碟片2 |
| 曲序  | 曲目                 | 《凯夫卡的领域》标题 | 时长  |
| ----- | -------------------- | -------------------- | ----- |
| 1.    | （蒂娜主题曲）       |                      | 3:50  |
| 2.    | （命运的硬币）       |                      | 3:14  |
| 3.    | （铁克诺de陆行鸟）   |                      | 1:35  |
| 4.    | （永远，蕾切尔）     |                      | 2:51  |
| 5.    |                      |                      | 2:20  |
| 6.    |                      |                      | 2:13  |
| 7.    | （序曲）             |                      | 4:46  |
| 8.    | （玛丽亚）           |                      | 3:55  |
| 9.    | （婚礼华尔兹～决斗） |                      | 4:00  |
| 10.   | （大结局）           |                      | 3:14  |
| 11.   | （西杰亚主题曲）     |                      | 1:55  |
| 12.   | （约翰尼·C·巴德）    |                      | 2:54  |
| 13.   | （加斯特拉帝国）     |                      | 3:11  |
| 14.   | （魔导研究所）       |                      | 2:32  |
| 15.   | （飞空艇黑杰克）     |                      | 3:04  |
| 16.   | （啊？？）           |                      | 1:07  |
| 17.   | （莫古主题曲）       |                      | 1:54  |
| 18.   | （斯特拉格斯主题曲） |                      | 2:29  |
| 19.   | （莉姆主题曲）       |                      | 2:54  |
| 20.   | （幻兽界）           |                      | 2:37  |

| 碟片3 | 碟片3          | 碟片3                | 碟片3 |
| 曲序  | 曲目           | 《凯夫卡的领域》标题 | 时长  |
| ----- | -------------- | -------------------- | ----- |
| 1.    | （魔大陆）     |                      | 2:27  |
| 2.    | （大破坏）     |                      | 2:15  |
| 3.    | （死战）       |                      | 2:34  |
| 4.    | （安息）       |                      | 0:29  |
| 5.    | （死界）       |                      | 3:03  |
| 6.    | （从那天起……） |                      | 2:14  |
| 7.    | （寻找伙伴们） |                      | 2:56  |
| 8.    | （Gogo主题曲） |                      | 2:10  |
| 9.    | （墓志铭）     |                      | 2:50  |
| 10.   | （机关豪宅）   |                      | 2:32  |
| 11.   | （乌玛主题曲） |                      | 1:54  |
| 12.   | （狂热者团体） |                      | 1:47  |
| 13.   | （邪神之塔）   |                      | 2:49  |
| 14.   | （妖星乱舞）   |                      | 17:35 |
| 15.   | （绿色复苏）   |                      | 21:29 |
| 16.   | （前奏曲）     |                      | 2:21  |

## 最终幻想VI 宏伟的终曲
《最终幻想VI 宏伟的终曲》（ファイナルファンタジーVI グランド・フィナーレ）是由植松伸夫作曲，鹭巢诗郎和齐藤桓方编曲的《最终幻想VI》管弦乐编曲选集。专辑由NTT出版于1994年5月25日首发，目录号为PSCN-5004，后于2004年10月1日再版，目录号为NTCP-5004。编曲由米兰交响乐团演奏，Svetla Krasteva演唱人声。专辑收录11首曲目，计54分33秒。
《最终幻想VI 宏伟的终曲》获评论者好评，然而对其评论的却比游戏其它音乐专辑低。RPGFan的丹尼尔·史皮斯称，尽管他对整张专辑满意，但曲目选择问题和编曲品質影響了专辑水準。Soundtrack Central的亚当·科恩认为专辑不但没有缺陷，还“有趣且令人愉快”。帕特里克·江恩表示了相同意见，称虽然有些编曲小问题，但专辑整体品質仍瑕不掩瑜。
| 曲目列表 | 曲目列表             | 曲目列表                         | 曲目列表 |
| 曲序     | 曲目                 | {{{extra_column}}}               | 时长     |
| -------- | -------------------- | -------------------------------- | -------- |
| 1.       | （预兆～蒂娜主题曲） | Opening Theme~Tina               | 7:57     |
| 2.       | （凯夫卡主题曲）     | Cefca                            | 3:24     |
| 3.       | （迷幻森林）         | The Mystic Forest                | 4:46     |
| 4.       | （加源主题曲）       | Gau                              | 5:18     |
| 5.       | （米兰de陆行鸟）     | Milan de Chocobo                 | 5:36     |
| 6.       | （帝国的进军）       | Troops March On                  | 4:25     |
| 7.       | （街头的孩子们）     | Kids Run Through The City Corner | 3:13     |
| 8.       | （飞空艇黑杰克）     | Blackjack                        | 4:16     |
| 9.       | （莉姆主题曲）       | Relm                             | 5:38     |
| 10.      | （魔列车）           | Mistery Train                    | 4:01     |
| 11.      | （玛丽亚）           | Aria Di Mezzo Carattere          | 5:53     |

## 钢琴选集 最终幻想VI
《钢琴选集 最终幻想VI》（ピアノコレクションズ ファイナルファンタジーVI）是由植松伸夫作曲，佐藤史朗为钢琴编曲，并由野村莉子演奏的《最终幻想VI》音乐专辑。专辑由史克威尔和NTT出版于1994年6月25日在日本首发，目录号为PSCN-5005。其随后由NTT出版于2001年7月25日再版，目录号为NTCP-1003。专辑收录13首曲目，计41分23秒。原版专辑还附有一张印有专辑全部曲目的精装钢琴乐谱。
专辑获得好评，RPGFan的丹尼尔·史皮斯称其为一张“令人惊异的CD” 。Soundtrack Central的西格蒙德·沈表达了相同观点，将其称为一张“必备”而“令人印象深刻的CD”。Soundtrack Central的盖瑞·金称其“简直令人惊讶”，“真的是收藏家无一不备的CD”。
| 曲目列表 | 曲目列表             | 曲目列表                         | 曲目列表 |
| 曲序     | 曲目                 | {{{extra_column}}}               | 时长     |
| -------- | -------------------- | -------------------------------- | -------- |
| 1.       | （蒂娜主题曲）       | Tina                             | 3:36     |
| 2.       | （嘎之主题曲）       | Gau                              | 2:20     |
| 3.       | （凯夫卡主题曲）     | Cefca                            | 3:39     |
| 4.       |                      | Spinach Rag                      | 2:32     |
| 5.       | （斯特拉格斯主题曲） | Stragus                          | 3:21     |
| 6.       | （迷幻森林）         | The Mystic Forest                | 3:23     |
| 7.       | （街头的孩子们）     | Kids Run Through The City Corner | 3:14     |
| 8.       | （约翰尼·C·巴德）    | Johnny C Bad                     | 3:35     |
| 9.       | （魔列车）           | Mystery Train                    | 2:36     |
| 10.      | （决战）             | The Decisive Battle              | 2:32     |
| 11.      | （命运的硬币）       | Coin Song                        | 4:45     |
| 12.      | （莎莉丝主题曲）     | Celes                            | 3:07     |
| 13.      | （华尔兹de陆行鸟）   | Waltz de Chocobo                 | 2:36     |

## 最终幻想VI 特别音乐集
《最终幻想VI 特别音乐集》（ファイナルファンタジーVI スペシャル・トラックス）是NTT出版于1994年4月25日出版的EP，目录号为PSDN-6101。专辑音乐主要为未在游戏中使用或重混的《最终幻想VI》曲目，其中包括独家收录的未使用曲目《临近预兆》的声乐版，以及《最终幻想IV》曲目《托洛亞國》的重混版。CD收录6首曲目，计20分46秒。
《最终幻想VI 特别音乐集》未如其它《最终幻想VI》专辑那样获得大量评论，帕特里克·江恩称其“非常优雅”，并称其尤爱《铁克诺de陆行鸟》曲目。
| 曲目列表 | 曲目列表                         | 曲目列表           | 曲目列表 |
| 曲序     | 曲目                             | {{{extra_column}}} | 时长     |
| -------- | -------------------------------- | ------------------ | -------- |
| 1.       | （临近预兆）                     |                    | 5:22     |
| 2.       | （城镇2）                        |                    | 2:38     |
| 3.       | （城镇3）                        |                    | 1:14     |
| 4.       | （托洛亚城（重制））             |                    | 2:04     |
| 5.       | （铁克诺de陆行鸟（又一个婚姻）） |                    | 4:08     |
| 6.       | （临近预兆（无声乐））           |                    | 5:19     |

## 影响
植松本人对《最终幻想VI》的音乐成果非常满意，并在一次采访中称其“在完成这个项目后我感到满意与兴奋，我想我已经达到了我的首要目标，并能在离开游戏音乐创作时不留遗憾”。植松在《钢琴选集 最终幻想VI》的封套文字上称，他有意让音乐动之以情，并请听众不要去思索音乐，而是去感受它。他还认为《最终幻想VI》的标题曲目是他曾制作过最有挑战性的曲目。对于《最终幻想VI 宏伟的终曲》，植松称因为编曲缺少他的参与，所以音乐偏离了他对原版音乐的构思，因此他“根本不满意这张专辑”。但他认为专辑不是最糟的一个，并称若他不说出来则没人会知道他的不满，他认为如果他“捍卫了每首曲目的意象”，这些东西便本不会制作出来。
由植松伸夫领衔，将最终幻想游戏音乐改编为摇滚音乐风格的乐队黑魔导士，编曲了四首《最终幻想VI》曲目。其中2003年专辑《黑魔导士》收录了《决战》、《战斗》和《妖星乱舞》，2008年专辑《黑暗与星光》收录了由《玛丽亚》改编的同名曲目《黑暗与星光》。史克威尔制作的《最终幻想声乐合辑I -祈祷-》中收录由大木理纱演唱的填词版《街头的孩子们》。《最终幻想声乐合辑II “爱将成长”》中收录了由大木理纱和野口郁子演唱的填词版《莉姆主题曲》。
植松在其“亲爱的朋友 最终幻想的音乐”音乐会系列中演奏了几首游戏曲目。《最终幻想VI》的音乐还数次在官方音乐会于现场专辑中出现，如管弦演奏乐录音唱片《20020220 最终幻想的音乐》中收录了《蒂娜主题曲》。在1994年第四场管弦游戏音乐会上，东京爱乐交响乐团以“爱的誓言，玛丽亚和德拉科”为名演奏了《玛丽亚》曲目。此外新日本爱乐交响乐团还在“Tour de Japon 最终幻想的音乐”音乐会系列中演奏了《玛丽亚》一曲。 聚焦于电子游戏音乐编曲Project Majestic Mix团体还独立发行了《最终幻想VI》的音乐，该作品经过官方授权。一些作品还出现在日本混音专辑《同人游戏》和英文重混网站上。